# Station Herne (België)
Station Herne is een spoorwegstation langs spoorlijn 123 in de gemeente Herne.
Het type 1895 stationsgebouw zelf is een beschermd gebouw, mede dankzij de gietijzeren luifel. Een deel van het stationsgebouw is bewoond.
In 2011 werd het perron verhoogd zodat mindervaliden en senioren beter op de trein kunnen stappen. Bij de vernieuwing van het perron hoorde ook een uitbreiding van de fietsenstalling.
Sinds 28 juni 2013 zijn de loketten van dit station gesloten en is het een stopplaats geworden. Voor de aankoop van allerlei vervoerbewijzen kan men bij vookeur terecht aan de biljettenautomaat die ter beschikking staat, of via andere verkoopskanalen.

## Treindienst
| Serie | Treinsoort | Route                                                                                 | Bijzonderheden |
| ----- | ---------- | ------------------------------------------------------------------------------------- | --- |
| S 5   | GEN (NMBS) | [ Geraardsbergen – ] Herne – Edingen – Halle – Brussel-Schuman – Vilvoorde – Mechelen | Rijdt in de spits van/naar Geraardsbergen. Rijdt in het weekend tussen Halle en Mechelen. Rijdt tijdens de vakantieperiode 1x/u enkel tussen Halle en Mechelen. |
| S 6   | GEN (NMBS) | Zottegem – Denderleeuw – Geraardsbergen                                               | Rijdt alleen op werkdagen. Tijdens de spits een rit vanaf Oudenaarde.                                                                                           |

## Galerij

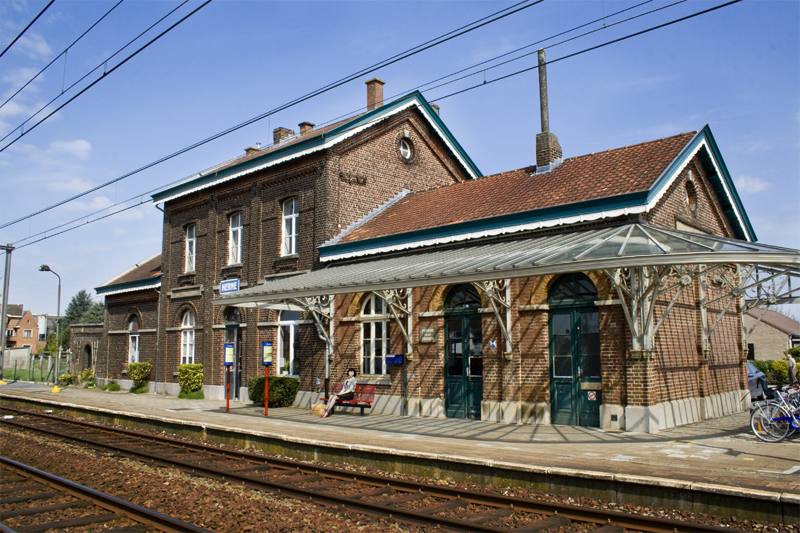
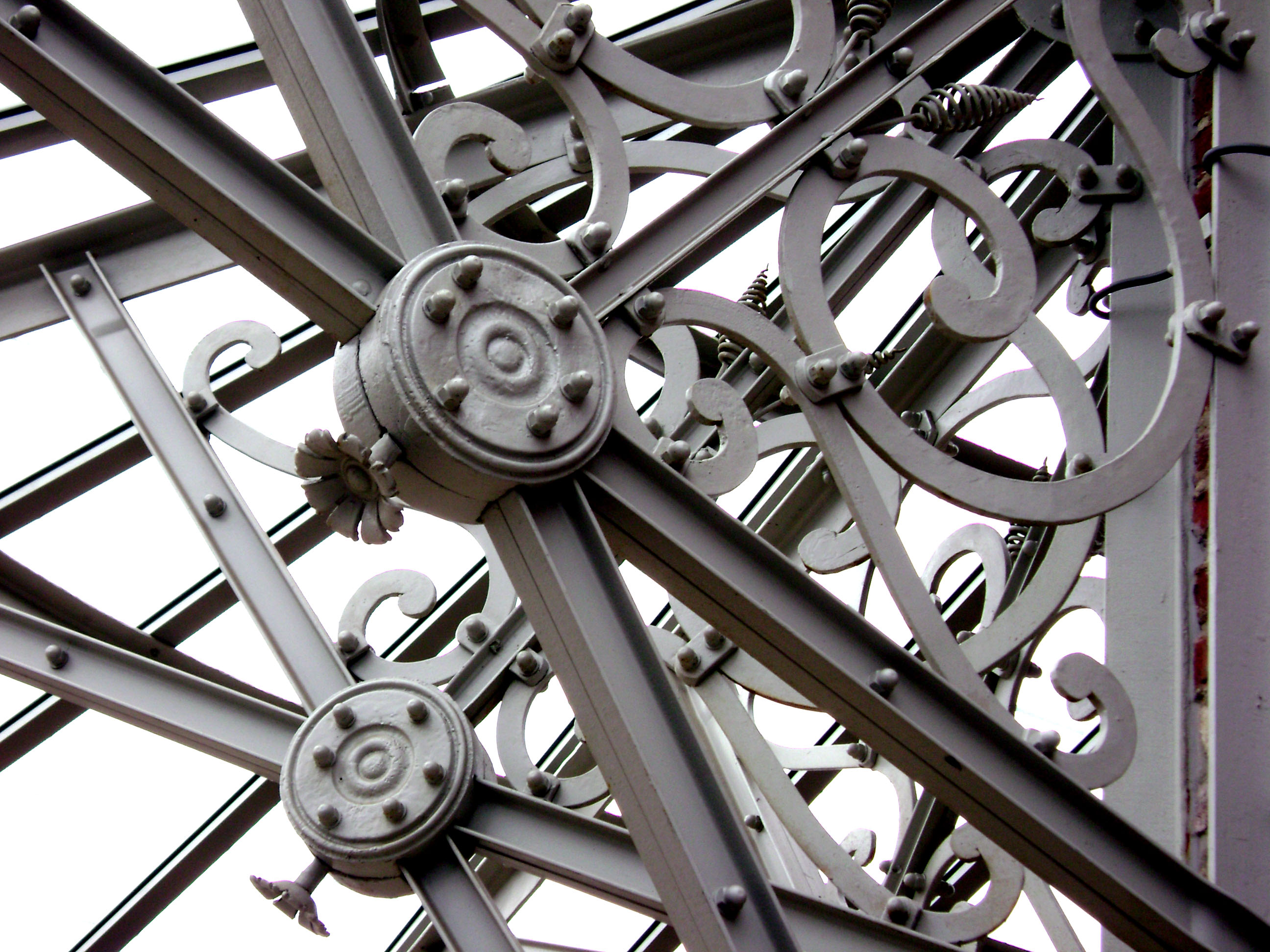
Detail van de luifel van het station Herne
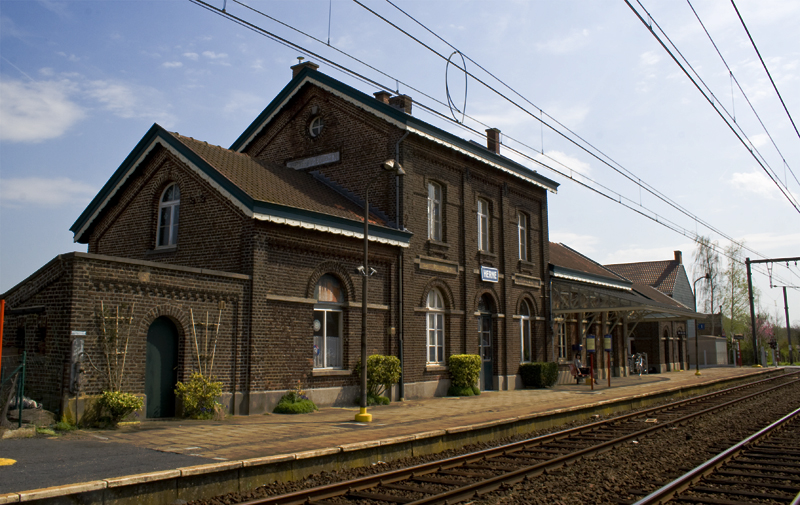

## Reizigerstellingen
De grafiek en tabel geven het gemiddeld aantal instappende reizigers weer op een week-, zater- en zondag.
| Tabel: aantal instappende reizigers station Herne | Tabel: aantal instappende reizigers station Herne | Tabel: aantal instappende reizigers station Herne | Tabel: aantal instappende reizigers station Herne |
|                                                   | Weekdag                                           | Zaterdag                                          | Zondag                                            |
| ------------------------------------------------- | ------------------------------------------------- | ------------------------------------------------- | ------------------------------------------------- |
| 1977                                              | 500                                               | 84                                                | 47                                                |
| 1978                                              | 486                                               | 63                                                | 42                                                |
| 1979                                              | 462                                               | 73                                                | 52                                                |
| 1980                                              | 559                                               | 49                                                | 27                                                |
| 1981                                              | 517                                               | 50                                                | 51                                                |
| 1982                                              | 415                                               | 40                                                | 32                                                |
| 1983                                              | 463                                               | 46                                                | 37                                                |
| 1984                                              | 487                                               | 66                                                | 65                                                |
| 1985                                              | 456                                               | 66                                                | 58                                                |
| 1986                                              | 560                                               | 78                                                | 66                                                |
| 1987                                              | 709                                               | 89                                                | 73                                                |
| 1988                                              | 465                                               | 97                                                | 73                                                |
| 1989                                              | 517                                               | 81                                                | 61                                                |
| 1990                                              | 208                                               | 60                                                | 51                                                |
| 1991                                              | 530                                               | 75                                                | 44                                                |
| 1992                                              | 551                                               | 77                                                | 55                                                |
| 1993                                              | 548                                               | 75                                                | 54                                                |
| 1994                                              | 590                                               | 69                                                | 42                                                |
| 1995                                              | 576                                               | 66                                                | 34                                                |
| 1996                                              | 614                                               | 64                                                | 56                                                |
| 1997                                              | 607                                               | 38                                                | 38                                                |
| 1998                                              | 422                                               | 36                                                | 8                                                 |
| 1999                                              | 276                                               | 28                                                | 13                                                |
| 2000                                              | 322                                               | 26                                                | 22                                                |
| 2001                                              | 274                                               | 20                                                | 18                                                |
| 2002                                              | 397                                               | 10                                                | 14                                                |
| 2003                                              | 371                                               | 20                                                | 8                                                 |
| 2004                                              | 400                                               | 20                                                | 24                                                |
| 2005                                              | 392                                               | 24                                                | 12                                                |
| 2006                                              | 322                                               | 21                                                | 18                                                |
| 2007                                              | 412                                               | 23                                                | 16                                                |
| 2008                                              | -                                                 | -                                                 | -                                                 |
| 2009                                              | 401                                               | 16                                                | 8                                                 |
| 2010                                              | -                                                 | -                                                 | -                                                 |
| 2011                                              | -                                                 | -                                                 | -                                                 |
| 2012                                              | 364                                               | 25                                                | 16                                                |
| 2013                                              | 401                                               | 29                                                | 4                                                 |
| 2014                                              | 375                                               | 35                                                | 12                                                |
| 2015                                              | 351                                               | 54                                                | 37                                                |
| 2016                                              | 369                                               | 60                                                | 50                                                |
| 2017                                              | 371                                               | 51                                                | 50                                                |
| 2018                                              | 319                                               | 52                                                | 55                                                |
| 2019                                              | 326                                               | 65                                                | 63                                                |
| 2020                                              | 239                                               | 54                                                | 52                                                |
| 2021                                              | -                                                 | -                                                 | -                                                 |
| 2022                                              | 468                                               | 51                                                | 67                                                |
| 2023                                              | 526                                               | 147                                               | 122                                               |
| 2024                                              | 562                                               | 92                                                | 95                                                |

0,0: Geraardsbergen ·
4,6: Viane-Moerbeke ·
8,3: Galmaarden ·
10,3: Tollembeek ·
12,2: Herne ·
16,1: Edingen ·
19,9: Grandchamps ·
22,8: Rognon ·
29,0: 's-Gravenbrakel